# لينا رادستروم باستاد
لينا تيريز رادشتروم باستاد (بالسويدية: Lena Therese Rådström Baastad) هي سياسية سويدية من حزب العمال الديمقراطي الاشتراكي السويدي ولدت في يوم 4 أبريل 1974 في أوربرو. تشغل حالياً منصب مديرة حزب العمال الديمقراطي الاشتراكي السويدي.